# Biblia de Wycliffe

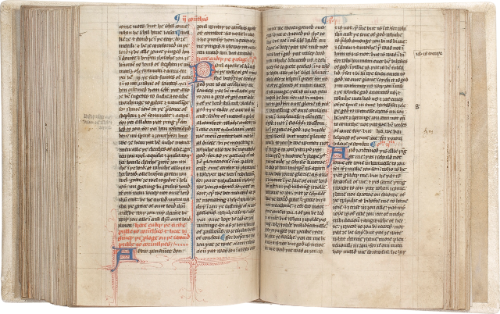
Fotografía original de la Biblia Wyciffe. Año 1410.

La Biblia de Wycliffe es el nombre que ahora se le da a un grupo de traducciones de la Biblia al inglés medio que se hicieron bajo la dirección de John Wycliffe. Aparecieron durante un período de aproximadamente 1382 a 1395.
Estas traducciones de la Biblia fueron la principal inspiración y la causa principal del movimiento Lolardo, un movimiento anterior a la Reforma que rechazó muchas de las enseñanzas distintivas de la Iglesia católica. En la Edad Media temprana, la mayoría de los cristianos occidentales encontraban la Biblia solo en forma de versiones orales de las escrituras, versos y homilías en latín (otras fuentes eran juegos de misterio, generalmente realizados en la lengua vernácula y la iconografía popular). Aunque relativamente poca gente podía leer en este momento, la idea de Wycliffe fue traducir la Biblia al vernáculo, diciendo que "ayuda a los hombres cristianos a estudiar el Evangelio en esa lengua en la que conocen mejor la oración de Cristo".
Durante mucho tiempo se pensó que era la obra de Wycliffe, las traducciones de Wycliffe ahora generalmente se consideran obras de varias manos. Se sabe que Nicolás de Hereford ha traducido una parte del texto; John Purvey y quizás John Trevisa son nombres que se han mencionado como posibles autores. Los traductores trabajaron desde la Vulgata, la Biblia latina que era el texto bíblico estándar del cristianismo occidental, y el texto concuerda plenamente con la enseñanza católica. Incluyeron en los testamentos aquellas obras que más tarde los protestantes llamarían los apócrifos (referidos como deuterocanónicos por los católicos y algunos anglicanos), junto con 3 Esdras (que ahora se llama 2 Esdras) y la epístola de Pablo a los laodicenses.
La asociación entre la Biblia de Wycliffe y los Lolardos hizo que el Reino de Inglaterra y la Iglesia católica establecida en Inglaterra emprendieran una campaña drástica para suprimirla. En los primeros años del siglo XV, Enrique IV (en su estatuto De heretico comburendo), el arzobispo Thomas Arundel y Henry Knighton publicaron críticas y promulgaron algunas de las leyes de censura religiosa más severas de Europa en ese momento. Incluso veinte años después de la muerte de Wycliffe, en la Convocatoria de Oxford de 1408, se votó solemnemente que no se debería hacer una nueva traducción de la Biblia sin aprobación previa. Sin embargo, como el texto traducido en las diversas versiones de la Biblia de Wycliffe era la Vulgata latina, y como no contenía lecturas heterodoxas, en la práctica no había forma en que las autoridades eclesiásticas pudieran distinguir la versión prohibida; y, en consecuencia, muchos comentaristas católicos de los siglos XV y XVI (como Thomas More) tomaron estas Biblias en inglés manuscritas para representar una traducción ortodoxa anterior anónima. En consecuencia, los manuscritos de la Biblia de Wycliffe, que cuando se inscribieron con una fecha siempre pretenden preceder a 1409, la fecha de la prohibición, circularon libremente y fueron ampliamente utilizados por el clero y los laicos.
Sol.

## Wycliffe como traductor de la Biblia
Se cuestiona si el mismo Wycliffe tradujo toda la Biblia. En cualquier caso, es cierto que en el siglo XV partes de las Escrituras se llamaban Wycliffite. [4] Los partidarios de la opinión de que Wycliffe sí tradujo la Biblia sostienen que cuando Wycliffe asumió el desafío de traducir, estaba rompiendo la creencia de que nadie debería traducir la Biblia por iniciativa propia, sin la aprobación de la Iglesia. Se dice que sus frustraciones lo llevaron a ignorar esto y que Wycliffe creía que estudiar la Biblia era más importante que escucharla leída por el clero. [Cita requerida] En ese momento, la gente escuchaba principalmente la Biblia en la iglesia porque no sabían leer, y la Biblia era costosa (antes de la imprenta). Es cierto, sin embargo, que la Biblia misma era familiar incluso para los laicos en el siglo XIV y que la totalidad del Nuevo Testamento al menos podía leerse en traducciones. [5] También durante la Edad Media, uno que podía leer, también podía leer latín, y aquellos que no podían leer latín, por lo general no podían leer nada.
Wycliffe creía que cada cristiano debía estudiar la Biblia. Cuando se encontró con la oposición a la traducción, respondió: "Cristo y sus apóstoles enseñaron a la gente en esa lengua que es mejor conocida para ellos. ¿Por qué los hombres no deberían hacerlo ahora?" Para que uno tenga una relación personal con Dios, Wycliffe creía que debía ser descrito en la Biblia. Wycliffe también creía que era necesario volver al estado primitivo del Nuevo Testamento para reformar verdaderamente la Iglesia. Entonces, uno debe ser capaz de leer la Biblia para entender esos tiempos. [7] Las versiones wycliffitas de la Biblia a veces eran condenadas como tales por la Iglesia Católica porque se había agregado un prefacio wycliffite a una traducción ortodoxa.

## Versiones
Hay dos versiones distintas de la Biblia de Wycliffe que se han escrito. Lo anterior se tradujo durante la vida de Wycliffe, mientras que la versión posterior se considera como la obra de John Purvey. Como la imprenta aún no se inventó, existen muy pocas copias de la Biblia anterior de Wycliffe. La Biblia anterior es una traducción rígida y literal de la Biblia de la Vulgata latina, y la visión de Wycliffe de la teología está más cerca del realismo que de lo espiritual. Esta versión se tradujo palabra por palabra, lo que a menudo llevó a confusión o falta de sentido. Estaba dirigido a los clérigos menos instruidos y a los laicos, mientras que la segunda versión, más coherente, estaba dirigida a todos los alfabetizados. Es importante tener en cuenta que después de las traducciones, los analfabetos y los pobres por lo general aún carecían del acceso a las Escrituras: la traducción originalmente costaba cuatro marcos y cuarenta peniques, es decir, dos libras, dieciséis chelines y ocho peniques. Durante el tiempo de Wycliffe, las Biblias también se usaron como un código de ley, que dominaba el derecho civil, dando un poder extremo a la iglesia y a los líderes religiosos que sabían latín. El sabor literal de la traducción anterior se usó para dar a la Biblia de Wycliffe un tono autoritario. Se dice que la versión anterior fue escrita por el mismo Wycliffe y Nicholas of Hereford.
Las copias sobrevivientes de la Biblia de Wycliffite se dividen en dos familias textuales amplias, una versión "temprana" y una versión posterior. Ambas versiones están viciadas por un eslavo respecto del orden de las palabras y la sintaxis de los originales en latín; las versiones posteriores dan alguna indicación de ser revisadas en la dirección del inglés idiomático. Una amplia variedad de dialectos de inglés medio están representados. El segundo grupo revisado de textos es mucho más grande que el primero. Algunos manuscritos contienen partes de la Biblia en la versión anterior y otras partes en la versión posterior; esto sugiere que la primera versión podría haber sido concebida como un borrador que se iba a refundir en el inglés algo mejor de la segunda versión. La segunda versión, aunque algo mejorada, aún conserva una serie de infelicidades de estilo, como en su versión de Génesis 1: 3.
- Vulgata: Dixitque Deus fiat lux et facta est lux.

- Wycliffe inicialmente: And God seide, Be maad liȝt; and maad is liȝt.

- Wycliffe tardío: And God seide, Liȝt be maad; and liȝt was maad.

- Douay-Rheims: And God said: Be light made. And light was made.

El verso familiar de Juan 3:16 se presenta en la versión posterior de Wycliffe como:
- Wycliffe tardío: For God louede so the world, that he ȝaf his oon bigetun sone, that ech man that bileueth in him perische not, but haue euerlastynge lijf.

- Biblia del Rey Jacobo: For God so loved the world, that he gave his only begotten Son, that whosoever believeth in him should not perish, but have everlasting life.

La última versión revisada de la Biblia de Wycliffe se publicó diez a doce años después de la muerte de Wycliffe. Esta versión es traducida por John Purvey, quien trabajó diligentemente en la traducción de la Biblia de Wycliffe, como se puede ver en el Prólogo General, donde Purvey explica la metodología para traducir las escrituras sagradas.

## Reacción de la iglesia y controversia
En este momento, la Revuelta Campesina estaba en plena vigencia cuando el pueblo de Inglaterra se unió para rebelarse contra la injusticia del Parlamento inglés y su favorecimiento a las clases más ricas. William Courtenay, el arzobispo de Canterbury, pudo volver a la iglesia y al Parlamento en contra de Wycliffe al afirmar falsamente que sus escritos y su influencia estaban alimentando a los campesinos involucrados en la revuelta. (En realidad, fue John Ball, otro sacerdote, quien participó en la revuelta y se limitó a citar a Wycliffe en uno de sus discursos). Oxford Aunque este Sínodo inicialmente se retrasó por un terremoto que el mismo Wycliffe creía que simbolizaba "el juicio de Dios", finalmente se volvió a convocar. En este sínodo, los escritos de Wycliffe (bíblicos y otros) fueron citados y criticados por herejía. Este Sínodo finalmente dio como resultado que el rey Ricardo II dictaminó que Wycliffe sería destituido de Oxford, y que todos los que predicaban o escribían contra el catolicismo eran encarcelados.
Luego, más tarde, después de la muerte de John Wycliffe, el Concilio de Constanza declaró a Wycliffe (el 4 de mayo de 1415) un hereje y bajo la prohibición de la Iglesia. Se decretó que sus libros fueran quemados y sus restos exhumados. En 1428, al mando del papa Martín V, los restos de Wycliffe fueron desenterrados, quemados y las cenizas arrojadas al río Swift, que fluye a través de Lutterworth. Este es el más final de todos los ataques póstumos contra John Wycliffe, pero los intentos anteriores se habían realizado ante el Concilio de Constanza. El Estatuto Anti-Wycliffite de 1401 extendió la persecución a los seguidores restantes de Wycliffe. Las "Constituciones de Oxford" de 1408 pretendían reclamar la autoridad en todos los asuntos eclesiásticos, específicamente nombrar a John Wycliffe en una prohibición de ciertos escritos, y señalar que la traducción de las Escrituras al inglés por laicos sin licencia es un delito punible con acusaciones de herejía.

## Influencia en las siguientes Biblias en inglés
Aunque la Biblia de Wycliffe circuló ampliamente en la Edad Media tardía, tuvo muy poca influencia en las primeras traducciones bíblicas en inglés de la era de la reforma, como las de William Tyndale y Miles Coverdale, ya que se tradujo de la Vulgata latina en lugar del griego original y hebreo; y, en consecuencia, en general se ignoró en estudios académicos bíblicos protestantes ingleses posteriores. La primera edición impresa, solo del Nuevo Testamento, fue de John Lewis en 1731. Sin embargo, debido al uso común de los manuscritos sobrevivientes de la Biblia de Wycliffe como obras de un traductor católico desconocido, esta versión continuó circulando entre los católicos ingleses del siglo XVI. y muchas de sus versiones de la Vulgata en inglés fueron adoptadas por los traductores del Nuevo Testamento de Reims. Dado que la versión de Reims fue consultada por los traductores que trabajaban para King James, una serie de lecturas de la Biblia de Wycliffe encontraron su camino en la versión autorizada de la Biblia del Rey Jacobo de segunda mano.
- Datos: Q1626958
- Multimedia: Wycliffe's Bible / Q1626958